# Ampelopsis megalophylla
Ampelopsis megalophylla är en vinväxtart som beskrevs av Diels & Gilg. Ampelopsis megalophylla ingår i släktet Ampelopsis och familjen vinväxter. Utöver nominatformen finns också underarten A. m. jiangxiensis.